# 한국성서선교회
한국성서선교회는 초 교파적인 복음주의 선교단체로서 1950년 10월에 일립 강태국 박사가 ‘한국복음주의 운동(Korean Evangelical Movement)을 조직한 것이 효시가 되어 1969년 11월 21일 에 사단법인 성서선교회로 발전하게 되었고 문화 공보부 장관의 허가 인준으로 초대 이사장에 강태국 박사가 되었고 성서교회가 가입하였다. 1973년 8월 한국 복음주의 선교회와 합병하여 "사단법인 한국성서선교회"로 세워져 오늘에 이르게 되었다. 사단법인 한국성서선교회의 현 이사장은 현희철 목사이다.

## 역대 이사장
- 제1대 이사장 강태국 목사 1965년~1985년 이사장역임
- 제2대 이사장 홍성개 목사 1986년~1995년 이사장역임
- 제3대 이사장 박영지 목사 1996년~1999년 이사장역임
- 제4대 이사장 정도량 목사 2000년~2006년 이사장역임
- 제5대 이사장 현희철 목사 2007년~현재 이사장

## 같이 보기
- 강태국
- 강우정
- 한국성서대학교
- 용인성서교회